# Правительственное офисное здание Квинсвей
Правительственное офисное здание Квинсвей (Queensway Government Office Building или Queensway Government Offices, 金鐘道政府合署) — 56-этажный гонконгский небоскрёб, расположенный в районе Адмиралтейство (название происходит от улицы, на которой находится здание — Квинсвей). Большую часть здания занимают офисы Верховного суда Гонконга и штаб-квартира департамента архитектурных услуг Гонконга (ранее здесь располагалась штаб-квартира департамента гражданской авиации Гонконга). Девелопером небоскрёба является японская корпорация Fujitec. В начале 2002 года на крышу небоскрёба была добавлена эмблема Гонконга — изображение огненного дракона. 